# Пянда (селище)
Пянда (рос. Пянда) — селище в Виноградовському районі Архангельської області Російської Федерації.
Населення становить 403 особи. Органом місцевого самоврядування до 2021 року було Березниковське муніципальне утворення.

## Історія
Від 1937 року належить до Архангельської області.
Від 2004 року належить до муніципального утворення Березниковське муніципальне утворення.

## Населення
| 2002 | 2010 | 2012 |
| ---- | ---- | ---- |
| 555  | ↘446 | ↘403 |